# Îles Vierges britanniques aux Jeux olympiques
La participation des  îles Vierges britanniques débute lors des Jeux olympiques d'été de 1984 à Los Angeles, depuis cette édition elles ont participé à toutes les éditions des Jeux d'été. Au niveau des Jeux d'hiver, elles ont participé une fois en 1984 à Sarajevo. Elles font leur retour aux JO d'hiver lors des Jeux de Sotchi en 2014. Le pays n'a jamais remporté de médaille olympique.

## Comité olympique
Le Comité olympique des Îles Vierges britanniques a été créé en 1980 et validé par le CIO en 1982.

## Bilan général

### Par année
| Année            | Athlètes | Médaille d'or, Jeux olympiques | Médaille d'argent, Jeux olympiques | Médaille de bronze, Jeux olympiques | Total | Rang |
| Los Angeles 1984 | 9        | 0                              | 0                                  | 0                                   | 0     | -    |
| Séoul 1988       | 3        | 0                              | 0                                  | 0                                   | 0     | -    |
| Barcelone 1992   | 4        | 0                              | 0                                  | 0                                   | 0     | -    |
| Atlanta 1996     | 7        | 0                              | 0                                  | 0                                   | 0     | -    |
| Sydney 2000      | 1        | 0                              | 0                                  | 0                                   | 0     | -    |
| Athènes 2004     | 1        | 0                              | 0                                  | 0                                   | 0     | -    |
| Pékin 2008       | 2        | 0                              | 0                                  | 0                                   | 0     | -    |
| Londres 2012     | 2        | 0                              | 0                                  | 0                                   | 0     | -    |
| Total            | 29       | 0                              | 0                                  | 0                                   | 0     | -    |

| Année               | Athlètes          | Médaille d'or, Jeux olympiques | Médaille d'argent, Jeux olympiques | Médaille de bronze, Jeux olympiques | Total             | Rang              |
| Sarajevo 1984       | 1                 | 0                              | 0                                  | 0                                   | 0                 | -                 |
| Calgary 1988        | N'a pas participé | N'a pas participé              | N'a pas participé                  | N'a pas participé                   | N'a pas participé | N'a pas participé |
| Albertville 1992    | N'a pas participé | N'a pas participé              | N'a pas participé                  | N'a pas participé                   | N'a pas participé | N'a pas participé |
| Lillehammer 1994    | N'a pas participé | N'a pas participé              | N'a pas participé                  | N'a pas participé                   | N'a pas participé | N'a pas participé |
| Nagano 1998         | N'a pas participé | N'a pas participé              | N'a pas participé                  | N'a pas participé                   | N'a pas participé | N'a pas participé |
| Salt Lake City 2002 | N'a pas participé | N'a pas participé              | N'a pas participé                  | N'a pas participé                   | N'a pas participé | N'a pas participé |
| Turin 2006          | N'a pas participé | N'a pas participé              | N'a pas participé                  | N'a pas participé                   | N'a pas participé | N'a pas participé |
| Vancouver 2010      | N'a pas participé | N'a pas participé              | N'a pas participé                  | N'a pas participé                   | N'a pas participé | N'a pas participé |
| Sotchi 2014         |                   |                                |                                    |                                     |                   |                   |
| Total               | 1                 | 0                              | 0                                  | 0                                   | 0                 | -                 |

## Porte-drapeau
Liste des porte-drapeau conduisant la délégation des Îles Vierges briatanniques lors des cérémonies d'ouverture des Jeux olympiques d'été et d'hiver.
| Jeux             | Porte-drapeau    | Sport      |
| ---------------- | ---------------- | ---------- |
| Los Angeles 1984 | Lindel Hodge     | Athlétisme |
| Séoul 1988       | Willis Todman    | Athlétisme |
| Barcelone 1992   | Karl Scatliffe   | Athlétisme |
| Atlanta 1996     | Keita Cline      | Athlétisme |
| Sydney 2000      | Keita Cline      | Athlétisme |
| Athènes 2004     | Dion Crabbe      | Athlétisme |
| Pékin 2008       | Tahesia Harrigan | Athlétisme |
| Londres 2012     | Tahesia Harrigan | Athlétisme |

| Jeux                | Porte-drapeau     | Sport               |
| ------------------- | ----------------- | ------------------- |
| Sarajevo 1984       | Erroll Fraser     | Patinage de vitesse |
| Calgary 1988        | N'a pas participé | N'a pas participé   |
| Albertville 1992    | N'a pas participé | N'a pas participé   |
| Lillehammer 1994    | N'a pas participé | N'a pas participé   |
| Nagano 1998         | N'a pas participé | N'a pas participé   |
| Salt Lake City 2002 | N'a pas participé | N'a pas participé   |
| Turin 2006          | N'a pas participé | N'a pas participé   |
| Vancouver 2010      | N'a pas participé | N'a pas participé   |
| Sotchi 2014         | -                 | -                   |

## Participants par sport
| Année            |   |   | Total |
| Los Angeles 1984 | 4 | 5 | 9     |
| Séoul 1988       | 2 | 1 | 3     |
| Barcelone 1992   | 1 | 3 | 4     |
| Atlanta 1996     | 6 | 1 | 7     |
| Sydney 2000      | 1 | 0 | 1     |
| Athènes 2004     | 1 | 0 | 1     |
| Pékin 2008       | 2 | 0 | 2     |
| Londres 2012     | 2 | 0 | 2     |
| Année            |   |   | Total |

| Année               |                   | Total             |                   |                   |
| Sarajevo 1984       | 1                 | 1                 |                   |                   |
| Calgary 1988        | N'a pas participé | N'a pas participé | N'a pas participé | N'a pas participé |
| Albertville 1992    | N'a pas participé | N'a pas participé | N'a pas participé | N'a pas participé |
| Lillehammer 1994    | N'a pas participé | N'a pas participé | N'a pas participé | N'a pas participé |
| Nagano 1998         | N'a pas participé | N'a pas participé | N'a pas participé | N'a pas participé |
| Salt Lake City 2002 | N'a pas participé | N'a pas participé | N'a pas participé | N'a pas participé |
| Turin 2006          | N'a pas participé | N'a pas participé | N'a pas participé | N'a pas participé |
| Vancouver 2010      | N'a pas participé | N'a pas participé | N'a pas participé | N'a pas participé |
| Sotchi 2014         |                   | -                 |                   |                   |
| Année               |                   | Total             |                   |                   |